# Дубовське (Ростовська область)
Дубовське — село в Дубовському районі Ростовської області, Росія.
Адміністративний центр Дубовського району та Дубовського сільського поселення. Залізнична станція Ремонтна Північно-Кавказької залізниці на дистанції Сальськ — Волгоград (код 519302).

## Історія
21 березня 1786 року осавул станиці Верхньо-Курмоярської А. І. Дубовсков отримав Військову Грамоту на володіння військовою землею біля Сала, поруч з Ібрагимовим курганом. У тому ж році він поселив придбаних селян на закруті річки, там же побудував млин. Після смерті А. І. Дубовскова козак Жемчугов заселив хутір своїми селянами кращі військові землі, виділені раніше Дубовсковому. Селян він доводив до цілковитого розорення. Обласне начальство наказало йому й сусідам, щоб вони не обмежували вдову Дубовскову та не завдавали їй образи. В результаті тривалий час існувало два окремих населених пункти — козацький хутір Дубовськова й власницьке селище Дубовське. Станом на 1837 рік селище відносилося до Нижньо-Курмоярської станиці. Станом на 1859 рік на хуторі нараховувалося 64 людини, а на власницькому селищі мешкало 136.
Після прокладання лінії Владикавказької залізниці від станції Тихорецької до Царицина, поблизу хутора була побудована станція Сальська. Тоді Дубовський почав активно заселятися. В хуторі були поштово-телеграфне відділення, камера світового судді, станова квартира дільничного засідателя, приватна аптека, хуторське правління, ветеринарний пункт, укомплектований лікарем й фельдшером. Тут був земський лікарняний приймальний покій на п'ять ліжок, лікар, що обслуговував всю округу.
За даними перепису 1897 року хутір Дубовський налічував 51 двір, 312 осіб.
В 1915 році на хуторі було переписано вже 294 дворів, у ньому мешкало 1129 осіб. У 1914 році хутір був виділений з Нижньо-Курмоярського юрту до складу юрту нової станиці Княже-Андріївської. Діяло парафіяльне училище, працювали дві парових олійниці, дві вальцьових борошномельних млини, миловарний завод. Крім цього були два гасо-нафтових склади, два склади землеробських машин та знарядь, дві лісові біржі, контора хлібної посипки «Луї-Дрейфус і До*», сім комор хлібної посипки.
Одними з перших в окрузі на хуторі були створені Рада, ревком й партизанський загін. Дубовський ревком упав під натиском повсталих козаків у квітні 1918 року. Хутір Дубовський остаточно захоплено більшовиками у січні 1920 року.
У 1924 році хутір назвали станицею Дубовською, тоді ж вона стала центром новоствореного Дубовського району. З 1925 року стала селом Дубовським. За переписом 1926 року тут мешкало 1 727 осіб, а на хуторі Дубовському — 276. У цьому ж році хутір приєднано до села Дубовське.

## Фізико-географічна характеристика
Село розташоване на сході Ростовської області у межах Ергенінської височині, що є частиною Східноєвропейської рівнини, на правому березі річки Сал. Середня висота над рівнем моря — 49 м. Рельєф місцевості рівнинний. На північний схід від села створені захисні лісонасадження.
По автомобільній дорозі відстань до Ростова-на-Дону сягає 300 км, до найближчого міста Котельниково Волгоградської області — 44 км. Найближчий населений пункт — хутір Єриковський розташований за 5 км на північний захід від села. З сусідніми районними центрами Ростовської області Дубовське сполучають автодороги Дубовське — Завітне (95 км) та Дубовське — Волгодонськ (68 км). Із заходу село огинає регіональна автодорога Волгоград — Сальськ.
Клімат
Згідно класифікації кліматів Кеппена-Гейгера для Ремонтної характерний вологий континентальний клімат зі спекотним літом (індекс Dfa). Середньорічна температура повітря — 9,3 °C, кількість опадів — 403 мм. Найпосушливіший місяць — березень (норма опадів — 26 мм). Найвологіший місяць — червень (42 мм).
| Клімат Дубовського                                    | Клімат Дубовського | Клімат Дубовського | Клімат Дубовського | Клімат Дубовського | Клімат Дубовського | Клімат Дубовського | Клімат Дубовського | Клімат Дубовського | Клімат Дубовського | Клімат Дубовського | Клімат Дубовського | Клімат Дубовського | Клімат Дубовського |
| Показник                                              | Січ.               | Січ.               | Березень           | Кві.               | Травень            | Червень            | Липень             | Серп.              | Сен.               | Окт.               | Листоп.            | Дек.               | Рік                |
| Середній максимум, °C                                 | -2,3               | -1,9               | 3,3                | 14,8               | 22,5               | 27,1               | 29,7               | 28,6               | 22,2               | 13,7               | 5,5                | 0,5                | 13,6               |
| Середня температура, °C                               | -5,3               | -5,2               | -0,2               | 9,8                | 17,0               | 21,5               | 23,9               | 23,0               | 16,9               | 9,4                | 2,6                | -2                 | 9,3                |
| Середній мінімум, °C                                  | -8,3               | -8,5               | -3,7               | 4,8                | 11,5               | 15,9               | 18,2               | 17,4               | 11,6               | 5,1                | -0,2               | -4,4               | 4,95               |
| Норма опадів, мм                                      | 33                 | 27                 | 26                 | 32                 | 38                 | 42                 | 39                 | 33                 | 28                 | 27                 | 36                 | 42                 | 403                |
| ----------------------------------------------------- | ------------------ | ------------------ | ------------------ | ------------------ | ------------------ | ------------------ | ------------------ | ------------------ | ------------------ | ------------------ | ------------------ | ------------------ | ------------------ |
| Джерело: [Архівовано 8 липня 2017 у Wayback Machine.] |                    |                    |                    |                    |                    |                    |                    |                    |                    |                    |                    |                    |                    |

## Населення
| \| Чисельність населення \| Чисельність населення \| Чисельність населення \| Чисельність населення \| Чисельність населення \| Чисельність населення \| \| 1959[8] \| 1970[9] \| 1979[10] \| 1989[11] \| 2002[12] \| 2010[13] \| \| --------------------- \| --------------------- \| --------------------- \| --------------------- \| --------------------- \| --------------------- \| \| 4147 \| ↗5477 \| ↗6430 \| ↗8055 \| ↘8031 \| ↗8544 \| |       |       |       |       |       |
| Чисельність населення |       |       |       |       |       |
| 1959 | 1970  | 1979  | 1989  | 2002  | 2010  |
| 4147 | ↗5477 | ↗6430 | ↗8055 | ↘8031 | ↗8544 |